# Distrito de Yanama
Yanama es un distrito de la provincia de Yungay, en el departamento de Áncash, situada al este de la Cordillera Blanca en la zona de Conchucos.  Limita por el este con la provincia de Carlos Fermín Fitzcarrald; por el sur, con la provincia de Asunción y de Carhuaz; por el oeste, con el distrito de Yungay y la provincia de Huaylas; por el norte, con la provincia de Mariscal Luzuriaga.
La mayoría de la población del área rural habla el quechua; y desde los años 90 del siglo XX, se ejecutan programas de educación bilingüe, involucrando quechua y castellano.

## Toponimia
Yana es una voz quechua, que significa negro, atezado, azabache; ya como neologismo del quechua, desde la colonia, se refiere a siervo o esclavo. Finalmente, yanamari >yanam > yanama se traduce como "pues, es negro".

## Historia

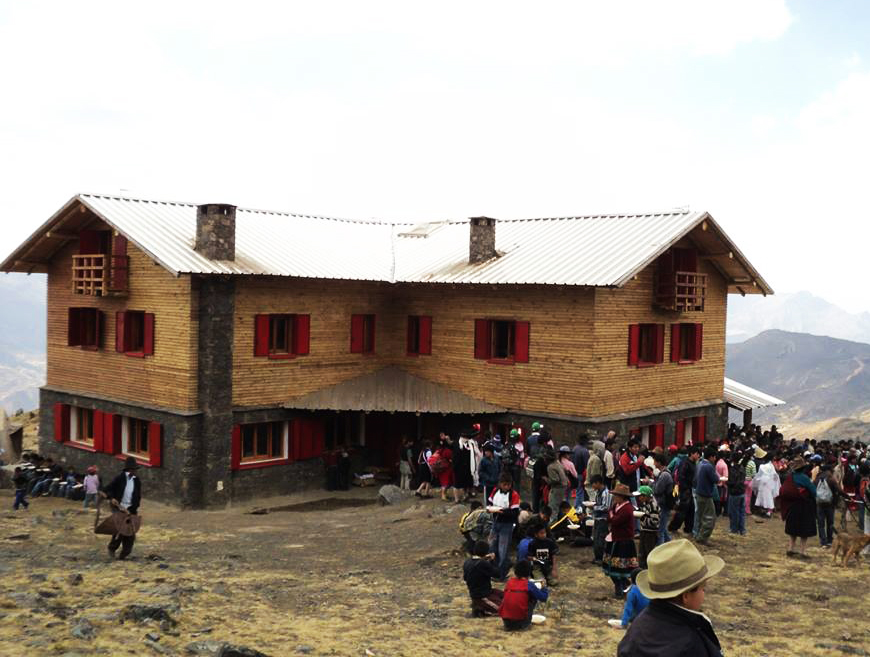
Refugio Contrahierbas a 4200 La Operación Mato Grosso, ha puesto en funcionamiento su cuarto refugio en la Cordillera Blanca, se ubica cerca al pico Cajavilca a 4200 y es posible llegar a este desde el pueblo de Yanama.

Fue creado políticamente, mediante la Ley regional 176 del 2 de agosto de 1920, en el mandato de Augusto Bernardino Leguía. Se erigió sobre una parte del territorio de Chacas, entonces distrito de la ahora provincia bicentenaria de Huari.
- El 30 de agosto de 2012, con asistencia del padre Hugo de Censi, altos dignatarios que viajaron de Lima, se inauguró la iglesia católica de Yanama.

## Geografía
Tiene un área superficial  de 279,85 km².   se encuentra a una altitud de 3375 m s. n. m.

## Capital
La capital es el pueblo de Yanama a una altitud de 3 375 m s.n.m., rodeado por la Cordillera en un arco de 270 grados. De clima frío; los últimos 25 años ha aumentado la construcción de viviendas y el número de sus pobladores. Cuenta con 556 habitantes; el distrito tiene 30 moradores con no menos de 90 años.Por los años ochenta, se construyó la carretera que la conecta, por el oeste, con Yungay, por el este con Llumpa; hay una carretera que la vincula con Chacas. La educación superior se imparte a través del Instituto Tecnológico "Antonio Raimondi". Es subsidiaria del grupo católico de italianos, "operación Matto Grosso"

## Autoridades

### Municipales
- 2023 - 2026[3]
  - Alcalde: Alonzo Milla Alfonso Alvino, del Movimiento Regional "Alianza, Gobierno, Unidad y Acción".
  - Regidores: (PENDIENTE DE ACTUALIZACIÓN).

  1. Martín Emiliano Castro Gimenes (Movimiento Acción Nacionalista Peruano)
  2. Given Ántero Falcón Zavala (Movimiento Acción Nacionalista Peruano)
  3. Marcos Jacinto Mozo Roca (Movimiento Acción Nacionalista Peruano)
  4. Claudia Cirila Vidal Julca (Movimiento Acción Nacionalista Peruano)
  5. Percy Hernán Carrión Vega (Movimiento Regional El Maicito)

## Festividades
- La fiesta patronal es en honor de santa Rosa de Lima, siendo el día principal el 30 de agosto.
- En dicha celebración se presentan diversas estampas folklóricas, como el Apu Inka Atahualpa, que es una teatralización del asesinato que aplicaron, en la persona del Inca Atahualpa, el iletrado Pizarro y su hueste de malandrines, ávidos de oro y plata. Se ha instalado la costumbre de contratar danzas del Callejón de Huaylas, como  los Shajshas, excelentes saltimbanquis; o de Pomabamba, Huari danza, con música marcial fúlgida; como también Patsa kawallu de San Luis, simbiosis telúrica de dos mundos que pugnan por encontrarse.